# Oswald Myconius
Oswald Myconius (Luzern, 1488. – Bázel, 1552. október 14.) svájci reformátor, Ulrich Zwingli barátja és segítőtársa.

## Életpályája
Eredeti neve Geishüsler volt, amit a kor humanista szokásának megfelelően görögösített. Bernben tanult. Zwinglivel Bázelben ismerkedett meg. 1510-től Bázelben több iskolát vezetett. Miután Luzernben és Einsiedelnben tanár volt, 1524-ben visszatért Zürichbe. 
Zwingli és Oecolampadius halála után 1532. december 22-én Bázelben fő lelkipásztornak választották meg, és az egyetemen 1532 augusztusától az újtestamentumi egzegézis tanára lett. Ragaszkodott az egyház függetlenségéhez az állammal és az egyetemmel szemben. Vendégszeretően fogadott számos protestáns személyt, akik Farelhez és Kálvinhoz hasonlóan Bázelben kerestek ideiglenes menedéket.
Az eucharisztia tanával kapcsolatban Myconius, az utána következő Kálvinhoz hasonlóan, középutas álláspontot foglalt el Zwingli és Luther között. Segítségére volt Bucernek abban a folyamatban, amelynek következtében Luther ideiglenesen kompromisszumra jutott a svájciakkal (1536). Myconius véglegesítette (Oecolampadius tervezete alapján) az első bázeli hitvallást, amelyet a városi tanács 1534. január 21-én fogadott el, majd Mühlhausen városa is átvett.
Ő írta meg Zwingli első életrajzát 1532-ben.